# Eutropis macrophthalma
Espèce
Synonymes
- Mabuya macrophthalma Mausfeld & Böhme, 2002

Eutropis macrophthalma est une espèce de sauriens de la famille des Scincidae.

## Répartition
Cette espèce est endémique de Java en Indonésie.

## Publication originale
- Mausfeld & Böhme, 2002 : A new Mabuya from Java, Indonesia. Salamandra, vol. 38, no 3, p. 135-144.